# Kristelig Arbejdsgiverforening
Arbejdsgiverforeningen KA (tidl. Kristelig Arbejdsgiverforening) er en dansk tværfaglig arbejdsgiverorganisation, der bygger på det kristne livs- og menneskesyn.
Foreningen har rødder tilbage til Kristeligt Dansk Fællesforbund (KDF), der blev grundlagt i 1899, og som i 1931 blev opdelt i KA og lønmodtagerorganisationen Kristelig Fagbevægelse (Krifa), der i dag er en af KA's største overenskomstpartner. Ud over værdigrundlaget deler organisationerne en grundlæggende modvilje mod strejker og blokader og går i stedet ind for at løse konflikter på arbejdsmarkedet med forhandling, mægling eller faglig voldgift.
Frem til 1960'erne havde KA fremgang i antallet af medlemmer, men var i de kommende år faldende, så det i midten af 1980'erne var på et par hundrede. I 2007 var der ca. 800 medlemsvirksomheder, og i 2012 omkring 1.000. Hovedsædet er beliggende i Randers. KA beskæftiger 13 ansatte.
I lighed med Krifa er KA ikke medlem af nogen hovedorganisation som eksempelvis Dansk Arbejdsgiverforening.